# Karl F. Wilkama
Karl F. Wilkama, finski general, * 1876, † 1947.